# Asplenium subandinum
Asplenium subandinum là một loài dương xỉ trong họ Aspleniaceae. Loài này được Gand. mô tả khoa học đầu tiên năm 1920.
Danh pháp khoa học của loài này chưa được làm sáng tỏ. 